# Richard Schurig
Richard Schurig (* 6. Juni 1820 in Aue; † 29. August 1896) war ein deutscher, in Leipzig tätiger Mathematik-Lehrer und Astronom.
Schurig engagierte sich besonders für die Populärastronomie und gab 1886 den Himmelsatlas Tabulae caelestes mit acht großformatigen Sternkarten des gesamten Himmels und einer Einführung in die Himmelskunde heraus. Nach mehreren Auflagen wurde das weit verbreitete Werk 1909 durch Paul Götz neubearbeitet und erschien als Himmelsatlas Schurig-Götz bis 1930 in etwa 20 Auflagen.
1895 publizierte Schurig den Katechismus der Algebra. Er soll auch der Erfinder des sogenannten Räuberschachs sein.
Schurig war ein starker Schachspieler und Schachkomponist.